# Gislaved
Gislaved este un oraș în Suedia.

## Demografie
| \| Evoluția demografică a zonei urbane Gislaved, 1970–2015 \| Evoluția demografică a zonei urbane Gislaved, 1970–2015 \| Evoluția demografică a zonei urbane Gislaved, 1970–2015 \| Evoluția demografică a zonei urbane Gislaved, 1970–2015 \| Evoluția demografică a zonei urbane Gislaved, 1970–2015 \| \| --------------------------------------------------------------------------------------- \| ------------------------------------------------------- \| ------------------------------------------------------- \| ------------------------------------------------------- \| ------------------------------------------------------- \| \| An \| \| \| Locuitori \| \| \| 1970 \| 1970 \| \| 8.032 \| 8.032 \| \| 1975 \| 1975 \| \| 8.564 \| 8.564 \| \| 1980 \| 1980 \| \| 9.056 \| 9.056 \| \| 1990 \| 1990 \| \| 9.575 \| 9.575 \| \| 1995 \| 1995 \| \| 10.000 \| 10.000 \| \| 2000 \| 2000 \| \| 10.373 \| 10.373 \| \| 2005 \| 2005 \| \| 10.091 \| 10.091 \| \| 2010 \| 2010 \| \| 10.037 \| 10.037 \| \| 2015 \| 2015 \| \| 10.180 \| 10.180 \| \| Sursa: SCB - Statistika Centralbyrån, Folkmängden per tätort. Vart femte år 1960 - 2016 \| \| \| \| \| |      |  |           |        |
| Evoluția demografică a zonei urbane Gislaved, 1970–2015 |      |  |           |        |
| An |      |  | Locuitori |        |
| 1970 | 1970 |  | 8.032     | 8.032  |
| 1975 | 1975 |  | 8.564     | 8.564  |
| 1980 | 1980 |  | 9.056     | 9.056  |
| 1990 | 1990 |  | 9.575     | 9.575  |
| 1995 | 1995 |  | 10.000    | 10.000 |
| 2000 | 2000 |  | 10.373    | 10.373 |
| 2005 | 2005 |  | 10.091    | 10.091 |
| 2010 | 2010 |  | 10.037    | 10.037 |
| 2015 | 2015 |  | 10.180    | 10.180 |
| Sursa: SCB - Statistika Centralbyrån, Folkmängden per tätort. Vart femte år 1960 - 2016 |      |  |           |        |